# Erich Watermann
Erich Watermann (* 28. September 1927 in Minden; † 28. Februar 2010 ebenda) war ein deutscher Dirigent, Chorleiter und Sozialarbeiter. Er gründete den Mindener Kinderchor und war dessen langjähriger Leiter.

## Ausbildung und Beruf
Watermann wuchs als eins von drei Kindern in Minden auf. Als Siebzehnjähriger wurde er im Zweiten Weltkrieg schwer verwundet und gelangte in britische Kriegsgefangenschaft. Dort wurde er von britischen Offizieren gefragt, ob er sich in seiner Heimatstadt Minden nicht um die Jugendarbeit kümmern könne. Er sagte zu und erste Jugendfreizeiten fanden am Möhnesee im Kreis Soest statt. Dort entwickelte er erste pädagogische Konzepte, in denen das Singen der Jugendlichen im Vordergrund stand. 1947 gründete er seinen ersten Chor, der damals noch Kinderchor Weserland hieß. 1950 benannte er ihn auf Anregung der Stadt Minden in Mindener Kinderchor um.
Gleichzeitig begann Watermann eine Ausbildung als Rechtshelfer und nach Abschluss des Abiturs ein Studium der Sozialarbeit.
Anschließend arbeitete als Sozialarbeiter in Minden und später als Musiklehrer am Herder-Gymnasium in Minden.

## Mindener Kinderchor
Unter der Leitung von Watermann wuchs der Chor und absolvierte in den 1950er bis 1970er Jahren zahlreiche Auftritte im westeuropäischen Ausland sowie in der Sowjetunion, in den USA und in Kanada. Tonträger wurden eingespielt und der Chor gewann internationales Ansehen. Watermann suchte lange einen Nachfolger, den er aber nicht fand. So löste er den Chor 2000 auf. In der Musikschule Minden gründete sich um die Zeit ein Nachfolgechor, der unter der Leitung von Pit Witt an die Tradition des Kinderchores anknüpfen will.

## Auszeichnung
Für sein soziales Engagement erhielt Watermann das Bundesverdienstkreuz.